# Rudolf Stockmann
Rudolf Stockmann (* im 16. Jahrhundert  in Antwerpen; † 1622 in Rostock) war ein niederländischer Bildhauer.
Rudolf Stockmann wurde wahrscheinlich in oder um Antwerpen herum geboren. Die nächste Spur von ihm findet sich in Rostock, wo man ihm die Kanzeln der Jakobi-, Petri- und Marienkirche zuschreibt. Des Weiteren schuf er zahlreiche Epitaphien. Allerdings stammt die Renaissance-Holzkanzel der Marienkirche bereits von 1574, womit Stockmann eigentlich auszuschließen ist, denn er ist erst ab 1577 in Rostock nachweisbar. Inwieweit er am Bau der Kanzeln beteiligt war lässt sich daher nicht sagen. Eine Mitarbeit oder eine spätere Überarbeitung könnte der Grund für die Annahme sein, dass er sie erschaffen hat.
Nachgewiesen ist seine Urheberschaft an der Kanzel der Marienkirche Güstrow aus dem Jahr 1583 und an einem Epitaph (1605) in der Dorfkirche Werbelow in der Uckermark.

Kanzel in der Marienkirche Rostock